# Kraftwerk Knapsack
Das Kraftwerk Knapsack liegt im Chemiepark des Hürther Stadtteils Knapsack in Nordrhein-Westfalen und wird vom norwegischen Energiekonzern Statkraft betrieben. Die erdgasbefeuerte Anlage besteht aus zwei voneinander unabhängigen Blöcken, die Erdgas als Brennstoff in einem GuD-Prozess mit hoher Effizienz (ca. 60 %) nutzen.

## Geschichte
Im Jahr 2001 wurden die ersten Pläne zum Bau eines neuen Kraftwerks am Standort durch den amerikanischen Kraftwerksbetreiber InterGen vorgestellt. InterGen schloss als Investor für das im Bau befindliche GuD-Kraftwerk einen Netznutzungsvertrag mit der RWE ab und sah sich für die weitere Realisierung nach einem Käufer um, den sie 2005 in dem norwegischen Energieunternehmen Statkraft fand. Diese startete den Bau des Kraftwerks offiziell am 30. Juni 2005, die Grundsteinlegung erfolgte wenige Monate später am 22. November. Am 17. Oktober 2007 wurde der erste Block des Kraftwerks in Betrieb genommen.
Im Block 1 wurden 2010 in ca. 4000 Betriebsstunden über 3,5 TWh Strom erzeugt, 2012 erzeugte die Anlage auf Grund geänderter wirtschaftlicher Rahmenbedingungen gerade einmal 1 TWh (1000 Betriebsstunden) und fuhr damit Verluste in Millionenhöhe ein.
Mit der Inbetriebnahme des zweiten Blocks im Juni 2013 wurde die Kapazität des Kraftwerks um 430 MW erweitert. Der ca. 350 Mio. € teure Block wurde zunächst allerdings nicht angefahren, da niedrige Börsenstrompreise und hohe Gaspreise keinen wirtschaftlichen Betrieb erlaubten.
Im Jahr 2015 wurde auf Grund anhaltender Verluste sogar die Demontage des Kraftwerks erwogen, da 2014 nur noch 110 Volllaststunden erreicht werden konnten. 2016 (2,04 TWh) und 2017 (2,03 TWh) reichte die Erzeugung immerhin zur Deckung der Betriebskosten.

## Daten der Kraftwerksblöcke
Das Kraftwerk Knapsack besteht aus zwei Blöcken.
Block 2 verfügt über eine Siemens-Gasturbine vom Typ SGT5-4000F sowie eine Dampfturbine vom Typ SST5-3000 und ist als Einwellenanlage konzipiert.
| Block       | Brennstoff | Nennleistung | Gasturbine | Dampfturbine | Baubeginn | Inbetriebnahme | Stilllegung |
| ----------- | ---------- | ------------ | ---------- | ------------ | --------- | -------------- | ----------- |
| Knapsack I  | Erdgas     | 800 MW       | 2× 260 MW  | 280 MW       | 2005      | 2007           | in Betrieb  |
| Knapsack II | Erdgas     | 430 MW       | 307 MW     | 130 MW       | 2011      | 2013           | in Betrieb  |